# Skydance Animation Madrid
Skydance Animation Madrid, in precedenza Ilion Animation Studios, è uno studio cinematografico specializzato in animazione al computer con sede a Las Rozas de Madrid, in Spagna. È stato fondato nel 2002 dagli stessi fondatori della Pyro Studios, società di sviluppatori di videogiochi. Nel marzo 2017 stipulò una partnership con Skydance Media e cambiò nome tre anni dopo.

## Filmografia

### Film
- Planet 51, regia di Jorge Blanco (2009)
- Mortadelo and Filemon: Mission Implausible, regia di Javier Fesser (2014)
- Wonder Park, regia di Dylan Brown (2019)
- Luck, regia di Peggy Holmes (2022)